# Secret Rendezvous
Secret Rendezvous is een Nederlandse band die bestaat uit het duo Sietske Morsch en Remi Lauw. De twee ontmoetten elkaar op de pop-opleiding van het Conservatorium in Rotterdam en begonnen samen te werken in diverse bands. Na het afstuderen richtten ze hun eigen band Secret Rendezvous op. Ze produceren hun muziek zelf en zijn beïnvloed door Prince en Janet Jackson, maar ook Frank Ocean en Lizzo.
Het debuutalbum Paint the Town Red uit 2011 werd goed ontvangen door blogs en media wereldwijd. Zo werd het nummer Secret Rendezvous gekozen door Coldplay als Hypnofeed "song of the day". 
In 2013 speelde Secret Rendezvous tussen Bastille en AlunaGeorge op Soundcity Festival in Liverpool.
De single Homie. Lover. Friend. werd gedraaid door 3FM, 3voor12 en SlamFM. De clip van Homie. Lover. Friend., die Secret Rendezvous zelf maakte, ging in première op Vevo. In het najaar van 2015 maakte Secret Rendezvous een tournee door Nederland tijdens de Popronde.
In oktober 2015 werd Secret Rendezvous verkozen tot 3FM Serious Talent. Dit leidde tot airplay en een optreden in het Glazen Huis in Heerlen, waar Secret Rendezvous Hello van Adele coverde.
In april 2016 kwam de single Better Than She Can uit en tijdens de MTV Music Week in november presenteerde Secret Rendezvous de single What About Us.
Op 1 juni 2017 kwam de single Don't Look At Me That Way uit, die de viral 50 van Spotify Nederland en diverse playlisten behaalde. Op 22 september verscheen het tweede album, For Real. dat gefeatured werd in Oor, Viva, BBC Radio 1Xtra, Spindle Magazine en Earmilk en resulteerde in supportshows voor Zak Abel en Zara Larsson. In november 2017 had For Real meer dan 1 miljoen streams.
In 2018 werden de nummers "What About Us” en “Better Than She Can” gefeatured op Love Island Australia en deden ze shows op o.a. The Great Escape, Mundial en Delft Jazz.
In september 2019 tekenden ze een deal met Boogie Angst en op 31 januari 2020 kwam daarop de ep "Back In The Day" uit. 
De singles "Your Love" en "Back In The Day" kregen internationale airplay op diverse soul-, r&b-, alternatieve en popradiostations in onder andere Nederland, de Verenigde Staten, het Verenigd Koninkrijk en Australië.
In maart 2020 kwam Back In The Day (The Remixes) uit waarvan vooral Back In The Day (High Hoops Flip) in veel Spotify-playlists belandde. In 2021 werd Back In The Day (High Hoops Flip) gefeatured in Amerikaanse hitserie Good Trouble en The Last O.G.
Juli 2022 kwam de single Feels So Good (Don’t It) uit. Deze werd gefeatured in Love Island NL en toegevoegd aan de playlisten van Sublime en Radio 2 Soul & Jazz. In november 2022 kwam het nummer Crush uit. In februari 2023 werd Feels So Good (Don’t It) genomineerd voor Best Song bij de Sublime Awards. In juni 2023 kwam het nummer Scandalous uit. 
In oktober 2023 brachten ze de nieuwe ep Feels uit, met de vierde single "Cold Shoulder”.
In juli 2025 kwam de single Mutual uit en de aankondiging van het nieuwe album “In Between Dreams” dat op 26 september uit zou komen.